# Aliança de Batistas do Brasil
Aliança de Batistas do Brasil é uma denominação cristã de igrejas batistas no Brasil e membro do Conselho Nacional de Igrejas Cristãs (CONIC). Possui uma orientação inclusiva e ecumênica.

## História
Em 2005, um grupo de igrejas batistas filiadas à Convenção Batista Brasileira e com orientação progressista se uniram e redigiram a Carta de Intenção da Aliança de Batistas do Brasil. A partir desse momento é organizada a referida denominação. Uma das comunidades mais ativas e antigas é a Igreja Batista do Pinheiro, em Maceió (AL), que apesar de ser uma das fundadoras da Aliança fez parte da Convenção Batista Brasileira até 2016 quando foi excluída do rol de igrejas cooperantes por não ter objeções a relacionamentos homoafetivos.

## Doutrina
Além das doutrinas comuns aos batistas como o batismo por imersão na idade da razão, a Aliança também defende os princípios batistas fundamentais que são a livre interpretação da Bíblia, liberdade congregacional e liberdade religiosa para todas as pessoas. Conforme a Carta de Compromisso e Princípios da Aliança de Batistas do Brasil, são defendidos os seguintes pontos:
1. A liberdade do indivíduo para ler e interpretar as Escrituras, guiado pelo espírito de Deus na família da fé, em diálogo com a compreensão histórica da igreja e os métodos acadêmicos contemporâneos de investigação do texto bíblico.
2. A liberdade da igreja local para, sob a autoridade de Jesus Cristo, organizar sua própria vida e missão, elegendo homens e mulheres para sua liderança, conforme seus carismas e ministérios.
3. A relação ecumênica com todo o corpo de Cristo manifesto nas várias tradições cristãs, a cooperação e o diálogo inter-religioso.
4. Um estilo de liderança marcado por serviço, equidade, colegialidade e colaboração de todo o povo de Deus, segundo o modelo de Jesus.
5. A educação teológica nas igrejas locais, faculdades e seminários, caracterizada pela mediação da palavra de Deus e pela investigação acadêmica responsável.
6. A proclamação das Boas Novas de Jesus Cristo a todos os povos e o chamado de Deus à fé, à reconciliação, à esperança e à promoção de todas as formas de justiça que assegurem a dignidade da vida e a integridade da criação.
7. A liberdade religiosa para todas as pessoas e a separação institucional entre igreja e estado, em oposição a qualquer tentativa por parte da igreja ou do estado de usar o outro para os seus interesses particulares.

Para a realização dos princípios acima definidos, a Aliança busca: 
1. Desenvolver uma espiritualidade integral em todas as nossas práticas.
2. Promover oportunidade de relacionamento dentro e fora da Aliança, buscando a plena reconciliação proporcionada pelo Evangelho de Cristo.
3. Celebrar a diversidade da vida e da humanidade em todas as suas formas, respeitar as diferenças e promover o diálogo.
4. Proporcionar lugares de acolhimento para os feridos ou ignorados pela igreja, sendo deliberadamente inclusivos e oferecendo a graça e a hospitalidade de Deus a todas as pessoas.
5. Defender a causa dos empobrecidos e proscritos da sociedade.
6. Lutar pela justiça com e para os oprimidos.
7. Empreender todos os esforços necessários para o cuidado do planeta.
8. Trabalhar incansavelmente em prol da paz com justiça.
9. Honrar a sabedoria e o aprendizado contínuo.
10. Manter-nos responsáveis pela equidade, colegialidade e diversidade nas nossas estruturas e organizações. Reconhecendo a dinamicidade do desenvolvimento histórico, a liberdade da ação contínua do Espírito de Cristo e os limites das nossas percepções e contexto histórico-temporal, afirmamos ser imprescindível a revista periódica dos compromissos e intenções desta Carta, em amplo diálogo com os integrantes da Aliança que se forma, bem como com os demais cristãos e cristãs

## Relações com a comunidade LGBTQIA+ e controvérsias
Em 2021, a pastora Odja Barros, membro da Aliança, foi ameaçada de morte após ter celebrado o casamento de um casal de lésbicas. Apesar da polêmica levantada no meio evangélico por conta da celebração de um casamento homoafetivo por uma pastora batista, a ministra recebeu o apoio de diversas lideranças cristãs e diversos setores da sociedade por conta das ameaças que estava sofrendo.